# ユーコーラッキーグループ
ユーコーラッキーグループは、日本の九州地方を中心にアミューズメント事業・商品供給等の受託事業・旅館・飲食店・アセットマネジメント・ゴルフ場・ゴルフショップ・リサイクルプラント・就労継続支援A型事業・就労移行支援事業・フィットネスクラブ・建設業・不動産賃貸業・航空機リース事業・コーヒーワゴンサービス販売等の経営や運営の指導・管理を行っている企業グループ。
企業を統括する持株会社として、株式会社ユーコーホールディングスを有する、。
グループ創業者であり、代表取締役会長の金海龍海（本名・金龍海、一般社団法人余暇環境整備推進協議会副会長）が1948年（昭和23年）5月、福岡県久留米市にパチンコ店「ラッキーホール」として創業した。

## 沿革
- 1948年（昭和23年）5月 - 福岡県久留米市にてパチンコ店「ラッキーホール」として創業。
- 1974年（昭和49年）5月11日 - 株式会社ユーコーを設立。同年12月、佐賀県鳥栖市に2号店をオープン。本格的な店舗展開がスタートする。
- 1983年（昭和58年）3月 - コンピュータを導入し、オンライン化に取り組む。初のオリジナルユニフォームを導入。
- 1985年（昭和60年）8月 - 愛知県小牧市に「ラッキー健康ランド（小牧健康ランド）」をオープン。日本で初めて「健康ランド」と命名した。
- 1987年（昭和62年）7月 - 福岡県久留米市に本社が竣工。CI導入。
- 1992年（平成4年）2月 - 貯玉システムを導入。
- 1995年（平成7年）12月 - モデル店として北磯店を全面改装。
- 1999年（平成11年）11月 - 神奈川県藤沢市に辻堂店オープン。これを機に本格的な関東進出が始まる。
- 2001年（平成13年）10月 - 山口県宇部市に宇部店オープン。グループ最大の大型店出店であった。
- 2002年（平成14年）9月 - リサイクルプラント事業の株式会社ユーコーリプロ西日本リサイクル工場（福岡県北九州市、北九州エコタウン内）の稼動を開始。
- 2004年（平成16年）
  - 3月 - 直方店を全面改装し、「スロットEVO直方」としてリニューアルオープン。
  - 6月 - 福岡店を全面改装し、「スロットEVO福岡」としてリニューアルオープン。
- 2006年（平成18年）4月 - 株式会社ユーコーリプロ東日本リサイクル工場（埼玉県加須市）の稼働を開始。
- 2008年（平成20年）
  - 1月 - グループ創業60周年を迎える。
  - 6月 - 創業60周年を機に新たな企業理念を策定。
  - 12月 - 企業理念の具体化へ向けて「笑顔と元気プロジェクト」をスタート。
- 2009年（平成21年）
  - 4月 - 本社に経営企画室を設置。
  - 9月 - 本社にTQM事業推進課を設置。
  - 12月 - 本社組織改編。
- 2010年（平成22年）
  - 3月 - 三ヶ森店リニューアルオープン。ユーコー初の各台計数システムを導入した。
  - 4月 - オリジナルユニフォームを刷新。
  - 8月 - 長崎県雲仙市の「旅亭半水盧」をグループ傘下に収める。
- 2014年（平成26年）
  - 5月 - 株式会社S&Eゴルフを設立。「福岡セヴンヒルズゴルフ倶楽部」を傘下に収め、ゴルフ場事業に参画。
  - 6月 - 持株会社・株式会社ユーコーホールディングスを設立し、会社再編を実施。
- 2015年（平成27年）12月 - 株式会社S&Eダイニングを設立し、「心・技・体うるふ」をオープン。
- 2016年（平成28年）
  - 1月 - 東京都中央区日本橋に東京ブランチ（支店）を開設。
  - 9月 - S&Eゴルフがゴルフパートナーのフランチャイズに加盟。福岡県北九州市に「ゴルフパートナー八幡あいおい店」をオープン。
- 2017年（平成29年）11月 - 福岡県久留米市にスロット専門店「EVO3」をオープン。
- 2018年（平成30年）7月 - ゴルフパートナーとのフランチャイズにより、S&Eゴルフが福岡県久留米市に「ゴルフパートナーR210久留米店」をオープン。
- 2019年（平成31年/令和元年）
  - 2月 - 福岡県福岡市中央区春吉三丁目に「鉄板バル TABELI」をオープン[注釈 2]。
  - 5月 - 株式会社ユーコースマイルパートナーが、就労移行支援のフランチャイズチェーン（FC）事業を手がけるデコボコベースのフランチャイズに加盟。福岡県久留米市に「ディーキャリア久留米オフィス」を開設。
  - 7月 - ユーコースマイルパートナーが福岡県北九州市に就労継続支援A型事業の「CTF黒崎」を開設。
- 2020年（令和2年）
  - 4月 - ユーコーリプロ愛知中央リサイクル工場（愛知県小牧市）の稼働を開始。
  - 12月 ‐ ユーコーエステートとS&Eゴルフ、S&Eダイニングが合併し、株式会社Helix Experienceが発足。株式会社ヤマトをグループ傘下に収める。
- 2021年（令和3年）
  - 10月 ‐ Helix Experienceがゴルフパートナーのフランチャイズに加盟。福岡県那珂川市に「ゴルフパートナー福岡那珂川店」をオープン。
  - 12月 ‐ フィールズのフランチャイズに加盟。福岡トータル・ワークアウト株式会社をグループ傘下へ迎える[注釈 3]。
- 2022年（令和4年）
  - 3月 - 株式会社SPDをグループ傘下に収める。
  - 4月 - 福岡県太宰府市に「ユーコーラッキー37」をオープン。
  - 12月 ‐ ゆめパーク久留米店、EVO3、鳥栖店、筑後店、宇部店、辻堂店の6店舗がユーコーラッキー37に屋号を変更し、グランドリニューアル。
- 2023年（令和5年）
  - 2月 ‐ 福岡県福岡市中央区春吉三丁目に「OSTERIA Valentina」をオープン。
  - 3月 - ユーコースマイルパートナーが愛知県小牧市に就労継続支援A型事業の「CTF小牧」を開設。
  - 6月 ‐ 福岡県福岡市中央区西中洲に「好信楽 西中洲」をオープン。株式会社坂口工業をグループ傘下に収める。

## グループ事業
アミューズメント事業
- 福岡エリア
  - ユーコーラッキー広又本店
  - ユーコーラッキー国分店
  - ユーコーラッキー37ゆめパーク久留米店
  - EVO37久留米
  - ユーコーラッキー37大宰府店
  - ユーコーラッキー37筑後店
  - EVO2
  - ユーコーラッキー福間店
  - ユーコーラッキー三ヶ森店
- 佐賀エリア
  - ユーコーラッキー37鳥栖店
- 長崎エリア
  - ユーコーラッキー長崎駅前店
  - ユーコーラッキー浜町店
  - ユーコーラッキー東長崎店
- 大分エリア
  - ユーコーラッキー宇佐店
- 宮崎エリア
  - EVO37宮崎
- 鹿児島エリア
  - ユーコーラッキー鹿児島新屋敷店
  - ユーコーラッキー鹿児島新栄店
- 山口エリア
  - ユーコーラッキー37宇部店
- 関東エリア
  - ユーコーラッキー37辻堂店
  - 第1新効店
  - ユーコーラッキー松戸店

飲食店事業
- 心・技・体うるふ（福岡県福岡市）

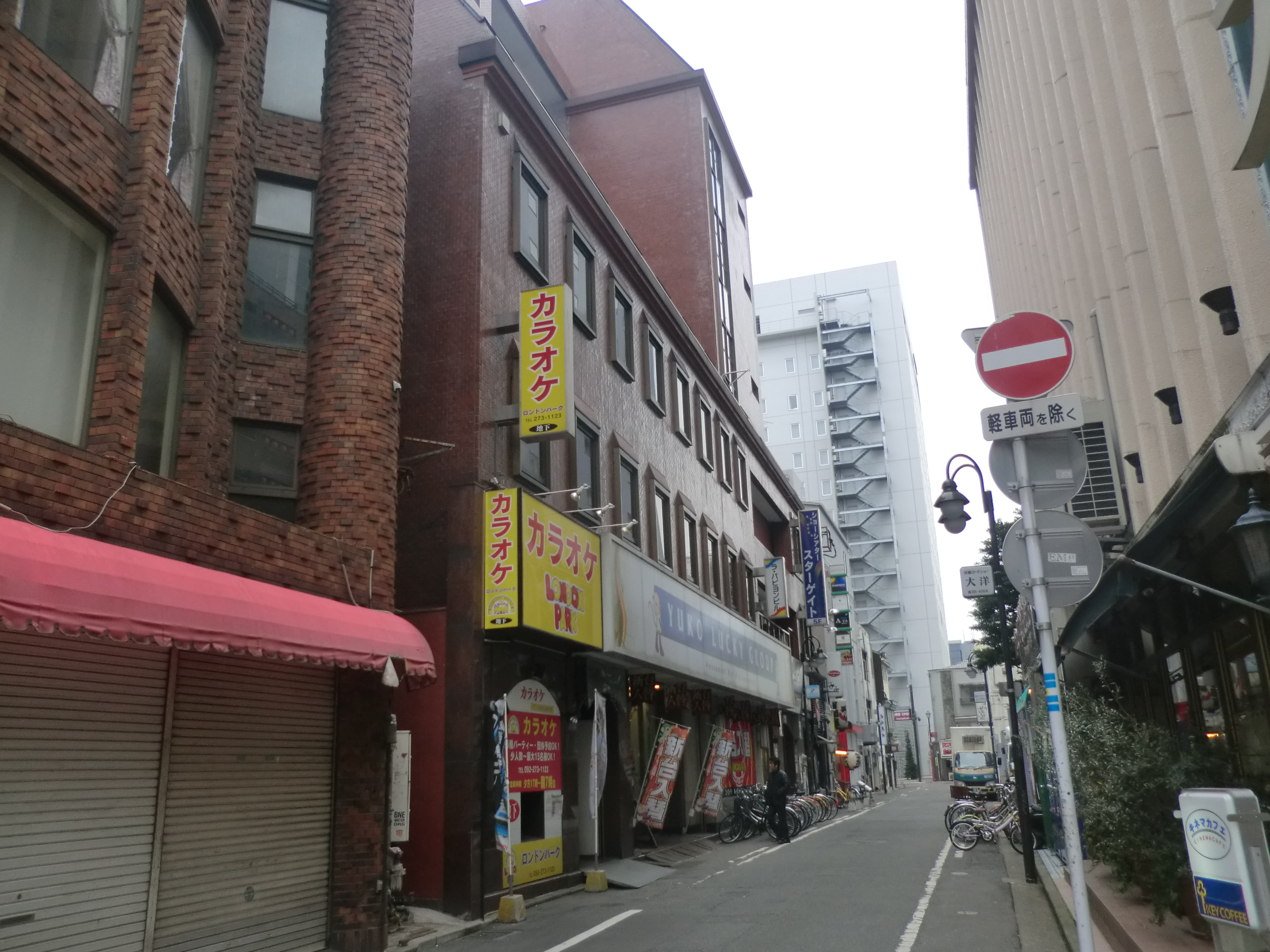
ユーコーラッキー中洲店（閉鎖）

- OSTERIA Valentina（福岡県福岡市）
- 好信楽 西中洲（福岡県福岡市）
- BAR 青い海（福岡県福岡市）

旅館事業
- 旅亭 半水盧（長崎県雲仙市）

ゴルフ場事業
- 福岡セヴンヒルズゴルフ倶楽部（佐賀県唐津市）

ゴルフショップ事業
- ゴルフパートナーR210久留米店（福岡県久留米市）
- ゴルフパートナー八幡あいおい店（福岡県北九州市）
- ゴルフパートナー福岡那珂川店（福岡県那珂川市）

アセットマネジメント事業
- アセットマネジメント事業（福岡県久留米市）

リサイクルプラント事業
- 西日本リサイクル工場（福岡県北九州市）
- 東日本リサイクル工場（埼玉県加須市）
- 愛知中央リサイクル工場（愛知県小牧市）

就労継続支援A型事業
- CTF黒崎（福岡県北九州市）
- CTF小牧（愛知県小牧市）

就労移行支援事業
- ディーキャリア 久留米オフィス（福岡県久留米市）

フィットネスクラブ事業
- トータル・ワークアウト福岡店（福岡県福岡市）

建設業
- 坂口工業（福岡県福岡市）

## グループ企業
- 株式会社ユーコー （グループ企業全体の経営と運営）
- 株式会社ユーコーBEX （グループ企業全体の経理・労務業務、商品供給等の受託業務の運営）
- 株式会社ユーコーラッキーウエスト （アミューズメント事業の経営）
- 株式会社新効 （アミューズメント事業の経営）
- 株式会社SPD （アミューズメント事業の経営）
- 株式会社ヤマト （アミューズメント事業の経営）
- 株式会社Helix Experience （飲食店の経営、旅館・ゴルフ場・ゴルフショップ・アセットマネジメント事業の運営）
- 株式会社ユーコーリプロ （リサイクルプラント事業・就労継続支援A型事業の運営）
- 株式会社ユーコースマイルパートナー （就労継続支援A型事業・就労移行支援事業の運営）
- 福岡トータル・ワークアウト株式会社 （フィットネスクラブ事業の運営）
- 株式会社坂口工業 （建設業の運営）